# نیکولاس پاتریک

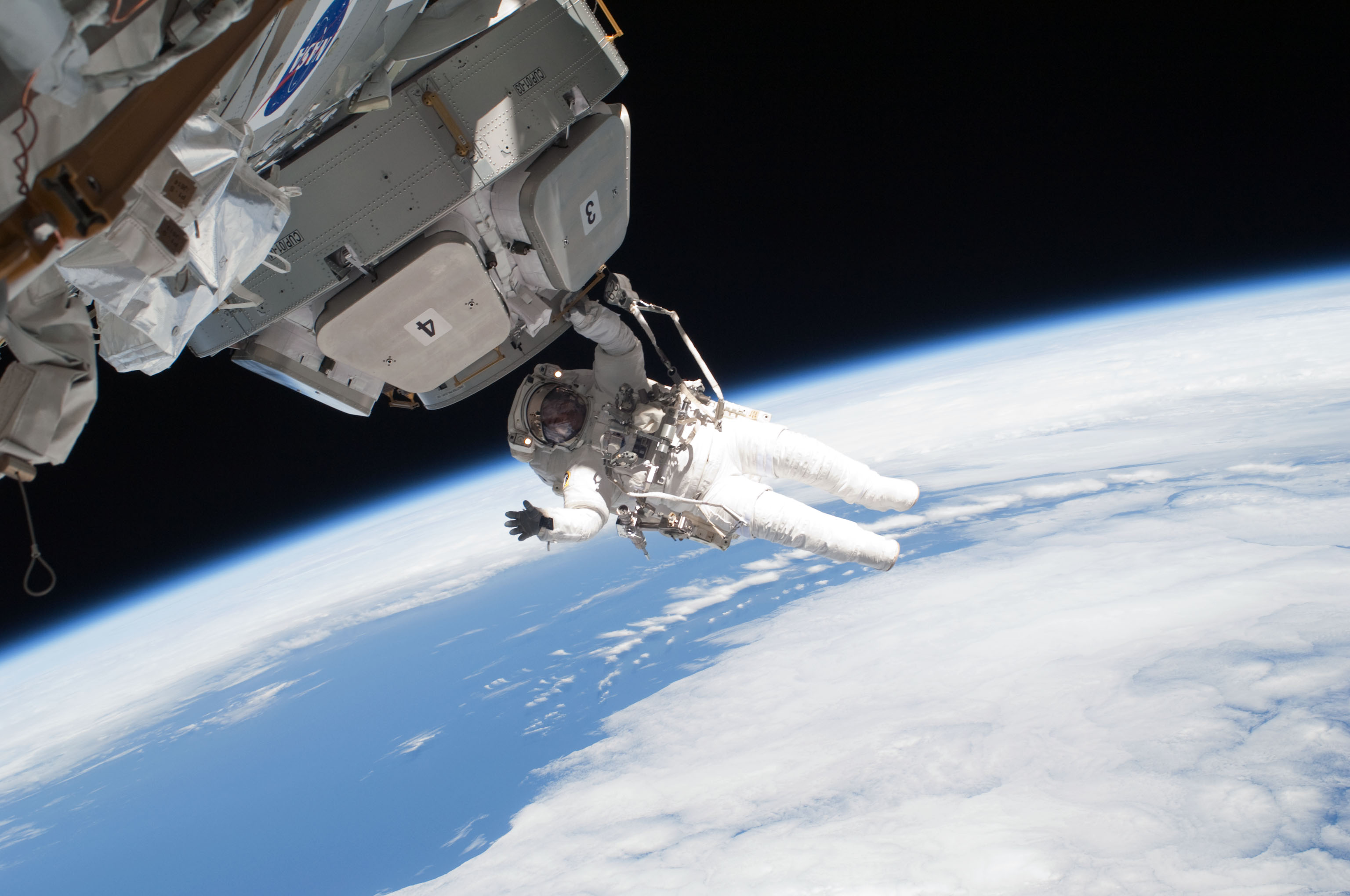
نگاره‌ای از نیکولاس پاتریک در حین انجام ماموریت فضایی اس‌تی‌اس-۱۳۰. در این ماموریت فضایی، نیکولاس پاتریک و روبرت ال. بهنکن (که در این تصویر حضور ندارد)، طی ۵ ساعت و ۴۸ دقیقه راهپیمایی فضایی موفق شدند، جداره‌های محافظ را از هر ۷ پنجرهٔ کوپولا جدا کنند.

نیکولاس پاتریک (به انگلیسی: Nicholas Patrick) فضانورد آمریکایی بریتانیایی‌تبار است که در ۱۹ نوامبر ۱۹۶۴ میلادی در سالتون-بای-سی زاده شد. وی در مأموریت اس‌تی‌اس-۱۱۶، اس‌تی‌اس-۱۳۰ حضور داشته است.